# Thomas D'Urfey
Thomas D'Urfey, také Tom Durfey (1653? Devonshire – 26. února 1723, Londýn) byl anglický spisovatel, dramatik, skladatel a humorista.

## Život
D'Urfey se narodil v Devonshire a svou profesionální kariéru zahájil jako úředník. Brzy jej však zcela pohltilo divadlo. Osobně byl velice přátelský a zábavný, takže měl přátele ve všech vrstvách společnosti. Byl přítelem krále Karla II. i jeho následníka Jakuba II. Žil v uvolněné atmosféře, která nastala po restauraci Stuartovců jako reakce na předchozí puritánské období. Prohlašoval o sobě, že je potomkem francouzských hugenotů, avšak někteří historici se domnívají, že pouze připojil apostrof k běžnému anglickému jménu Durfey.
Jeho první divadelní hra The Siege of Memphis (1676) nebyla příliš úspěšná, ale hned následujícího roku sklidil úspěch komedií Madame Fickle. Psal vtipné komedie často satirické povahy, plné humorných situací a komediálních nápadů. Jeho písně lze rozdělit do třech skupin: písně dvorní, písně politické a písně venkovské. Poslední písně jsou často dosti lascivní. D'Urfeyovy texty zhudebnilo více než 40 hudebních skladatelů včetně Henryho Purcella. Purcell mimo jiné zkomponoval hudbu ke hře The Comical History of Don Quixote (1694), jedné z prvních divadelních adaptací Cervantesova románu.
Své písně vydal v několika sbírkách. K písním psal často i melodie, i když sám přiznával, že nejsou příliš dobré. Psal také parodie a na oplátku byl i sám parodován. Trvalé místo v dějinách hudby a divadla mu zajistil autorský podíl na proslulé Žebrácké opeře Johna Gaye a Johanna Christopha Pepusche. Z 69 hudebních čísel pochází 10 od D'Urfeye.
Zemřel a týž den byl pohřben kostele sv. Jakuba na Piccadilly v Londýně.

## Dílo

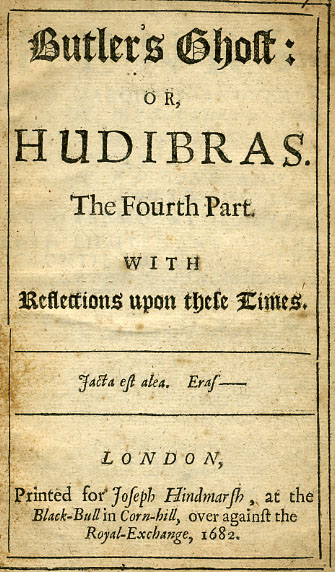
Titulní strana hry „Butler's Ghost“.

D'Urfey napsal na 500 písní a 32 divadelních her. Mezi mnoha jinými:
- The Siege of Memphis (1676)
- Madame Fickle (1677)
- The Fond Husband (1676)
- A Fool Turn'd Critick (1678)
- Squire Oldsapp (1678)
- Trick for Trick (1678)
- The Virtuous Wife, or, Good luck at last (1679)
- Sir Barnaby Whigg (1681)
- The Injured Princess, or, The fatal vvager (adaptace dramatu Cymbeline Williama Shakespeara, 1682)
- The Royalist (1682)
- Butler's Ghost, or Hudibras (1682)
- The banditti, or, A ladies distress (1686)
- A Common-Wealth of Women (1686)
- Bussy D'Ambois (1691)
- Love for Money (1691)
- The Richmond Heiress (1693)
- The Comical History of Don Quixote (1694)
- Cinthia and Andimion (1697)
- Intiques at Versailles (1697)
- The Campaigners (1698)
- Massaniello (1699)
- Wonders in the Sun, or, The Kingdom of the Birds (1706).
- Wit and Mirth, or Pills to Purge Melancholy (sbírky písní a balad, 1698–1720)